# Талица (приток Чусовой)
Талица — река в городском округе Первоуральск Свердловской области, приток Чусовой, впадает в нее справа в 436 км от устья, в черте Первоуральска. Длина реки 10 км, водосборная площадь 33,7 км². На реке ряд небольших прудов. Основной приток — река Магнитная, впадающая слева.

## Данные водного реестра
По данным государственного водного реестра России, река относится к Камскому бассейновому округу, речной бассейн — Кама, подбассейн — Кама до Куйбышевского водохранилища (без бассейнов рек Белой и Вятки), водохозяйственный участок — Чусовая от города Ревды до в/п посёлка Кын.
Код объекта в государственном водном реестре — 10010100612111100010263